# 斉藤綾子 (映画研究者)
斉藤 綾子（さいとう あやこ、1957年 - ）は、日本の映画研究者である。

## 経歴
東京都生まれ。上智大学文学部心理学科卒業。サントリー勤務を経て、カリフォルニア大学ロサンゼルス校 (UCLA) 映画テレビジョン学部批評学科博士課程修了 (Ph.D)。明治学院大学教授。専門は映画理論、フェミニズム映画批評。フェミ・ジャーナル『ふぇみん』の映画評を担当している。2020年、日本映像学会会長に女性として初めて就任。

## 著書

### 編著
- 『「新」映画理論集成』（岩本憲児・武田潔と共編、フィルムアート社、1998年）
- 『映画女優 若尾文子』（四方田犬彦と共編、みすず書房、2003年）
- 『男たちの絆、アジア映画 ホモソーシャルな欲望』（四方田犬彦と共編著、平凡社、2004年）
- 『日本映画史叢書 6 映画と身体/性』（森話社、2006年）
- 『人種神話を解体する 1 可視性と不可視性のはざまで』（竹沢泰子と共編、東京大学出版会、 2016年）

### 共著
- 『映画の政治学』（青弓社、2003年）
- 『ファスビンダー』（現代思潮社、2006年）
- 『ヴィジュアル・クリティシズム』（玉川大学出版部、2008年）
- 『戦う女たち』（作品社、2009年）
- Reclaiming the Archive (Wayne Stare University Press, 2010)
- 『横断する映画と文学』（森話社、2011年）
- The Oxford Handbook of Japanese Cinema (Oxford University Press, 2014)

### 訳書
- 『視覚文化におけるジェンダーと人種 他者の眼から問う』（リサ・ブルーム編、とちぎあきらと共訳、彩樹社、2000年）